# Will (historietista)
Willy Maltaite (pronunciación en francés: /vili maltɛt/ ; 30 de octubre de 1927 - 18 de febrero de 2000), más conocido por el seudónimo de Will (/vil/), fue un creador y dibujante de historietas belga en la tradición franco-belga. En el género conocido en los países francófonos como bande dessinée, Will es famoso por ser uno de los jóvenes historietistas formados por Jijé, quien les hizo vivir y trabajar junto con él en su estudio en Waterloo. Se le considera pues uno de la Bande des Quatre (la banda de los cuatro, junto con André Franquin, Morris y el propio Jijé), y como uno de los miembros fundadores de la escuela de Marcinelle. Es el padre de Eric Maltaite.

## Biografía

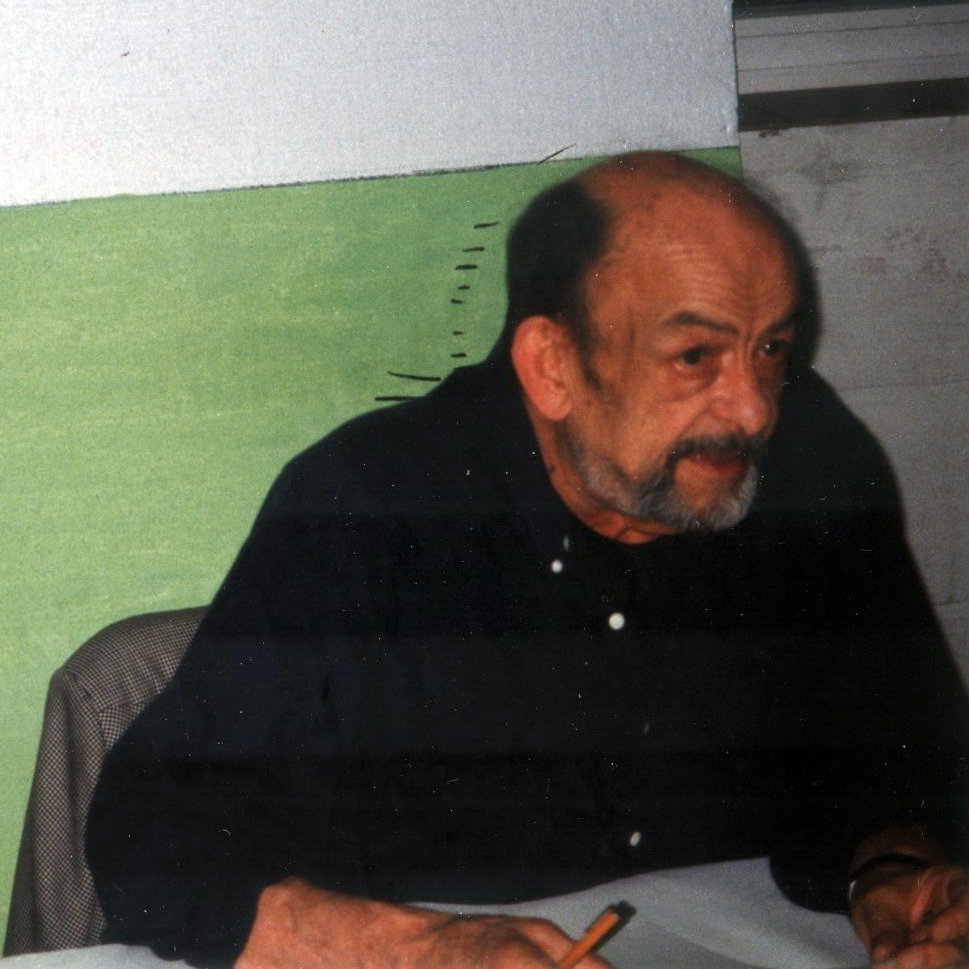
Willy Maltaite (1998)

Willy Maltaite empezó a dibujar desde muy joven. A principios de los años 40, comenzó como aprendiz de Joseph Gillain (Jijé), uno de los pilares de la revista Spirou, que se convertiría en su amigo. Entonces sólo tenía 15 años. De la experiencia, Will dijo: "Aprendí mi oficio con él, pero primero me enseñó el ABC del dibujo. Yo no sabía nada de nada y él me enseñó a ver bien. Además, era un artista polifacético, ya que realizaba grabados en madera, así como esculturas y pinturas. Hice todo con él, sin hacer historietas, hasta los 20 años.
En 1946, Jijé, además de Will, acogió a Morris y Franquin, dos jóvenes autores aún poco conocidos pero cuyo fuerte potencial había sabido detectar Jijé. Will realizó por primera vez caricaturas e ilustraciones publicadas en Bonnes soirées y Le Moustique. Cuando Jijé se marchó a Estados Unidos, Will produjo su primera historieta en 30 paneles: Le Mystère de Bambochal. Este álbum, con una tirada de 15.000 ejemplares, se publicó en autoedición porque fue rechazado por Dupuis. Charles Dupuis, aunque le rechazó varios proyectos, le confió el destino de la serie Tif y Tondu, que ilustró, junto a Fernand Dineur, Maurice Rosy, creador de Monsieur Choc, Maurice Tillieux y Stephen Desberg, hasta 1990.
En 1957, además de su trabajo en esta serie, ayuda a Franquin en la decoración del álbum Les Pirates du silence. Luego, dibujó Lili mannequin con escenarios de Goscinny para Paris-Flirt. También ilustró juegos en la revista Record sobre escenarios de Charlier.
En 1958, interrumpió la serie Tif yTondu y se convirtió en director artístico de la revista Tintín durante dos años.
En 1960, volvió a la revista Spirou e ilustró Éric et Artimon con un escenario de Vicq. También trabajó con Peyo en la serie Jacky et Célestin y luego en los decorados de Benito Sansón.
En 1964, se hizo cargo de Tif y Tondu para Spirou.
De 1966 a 1969, Will dirigió la colección Carrusel en Dupuis, que consistía en utilizar héroes de la revista Spirou, como los Pitufos o Bill y Bolita, en pequeños álbumes ilustrados en estilo italiano para niños.
En 1970, lanzó una nueva serie: Isabel, basada en escenarios escritos por Yvan Delporte, Raymond Macherot y Franquin, que incluiría doce álbumes desde 1970 hasta 1996.
A partir de 1988, Will cambió su estilo, pasando a uno en el que el color juega un papel más importante. En 1991, abandonó definitivamente la serie Tif y Tondu, que Dupuis confió a los jóvenes Sikorski y Lapière. Con Stephen Desberg en el guion, Will produjo después, en colores directos, Le jardin des désirs y La 27e lettre para la colección Aire Libre, y luego L'Appel de l'enfer para P&T Production.
Por desgracia, murió en 2000 sin haber terminado L'arbre des deux printemps, basada en un guion de Rudi Miel. Spirou le rindió un amplio homenaje de ocho páginas en el número 3231.
Will también fue pintor por derecho propio. Fovista, expresionista, jugaba sensualmente con los materiales y los colores.

## Obra
A través de su larga asociación con la revista de historietas franco-belga Le journal de Spirou (la revista Spirou) a partir de 1947, Will creó, ilustró y escribió varias series, entre ellas Tif y Tondu (como artista principal, en reemplazo del creador Fernand Dineur), e Isabel . Escribió guiones para, entre otras series, Spirou y Fantasio y Benito Sansón. Durante el período entre 1958 y 1960, Will también actuó como director artístico de la publicación rival de Spirou, la revista Tintín.

## Premios
- 2008: Premio Homenaje al Cómic en el Festival de Solliès-Ville[2]